# オリエンタルチエン工業
オリエンタルチエン工業株式会社（オリエンタルチエンこうぎょう）は、石川県白山市に本社を置くローラーチェーンなどを製造、販売するメーカーである。

## 沿革
- 1947年8月 - 金沢市にオリエンタルチエン工業株式会社設立。
- 1961年1月 - 大阪証券取引所2部に上場。
- 1980年10月 - 松任市（現在の白山市）に本社移転。
- 2013年7月 - 大阪証券取引所と東京証券取引所の現物株市場統合に伴い、東京証券取引所2部に上場。